# Charlotte Whitton
Charlotte Whitton, född 1896, död 1975, var en kanadensisk politiker. 
Hon var borgmästare i Ottawa mellan 1951 och 1958. Hon var Kanadas första kvinnliga borgmästare i en större stad. 